# Equivalência estática

A ação de uma força deslocada sobre uma chave inglesa, é estaticamente equivalente a uma força e um momento aplicados sobre o centro geométrico da porca.

A equivalência estática é uma relação de equivalência entre sistemas de forças aplicadas sobre um corpo. Dados dois sistemas de forças se diz que são estaticamente equivalentes se e somente se a força resultante e o momento resultante de ambos sistemas de forças são idênticos.
Portanto escreveremos que:
{\displaystyle \{\mathbf {F} _{1},\mathbf {F} _{2},...,\mathbf {F} _{m}\}{\mathcal {R}}_{estatic}\{{\bar {\mathbf {F} }}_{1},{\bar {\mathbf {F} }}_{2},...,{\bar {\mathbf {F} }}_{n}\}}
Quando acontece que:
{\displaystyle \sum _{i=1}^{m}\mathbf {F} _{i}=\sum _{j=1}^{n}\mathbf {\bar {F}} _{j}\qquad y\qquad \sum _{i=1}^{m}\mathbf {r} _{i}\wedge \mathbf {F} _{i}=\sum _{j=1}^{n}\mathbf {\bar {r}} _{j}\wedge \mathbf {\bar {F}} _{j}}
Onde:
- {\displaystyle \mathbf {r} _{i},\ \mathbf {\bar {r}} _{j}} são os vetores diretores desde um ponto fixo aos pontos de aplicação das forças {\displaystyle \mathbf {F} _{i},\ \mathbf {\bar {F}} _{j}} .

A definição de equivalência estática anterior pode estender-se quando existem momentos, forças distribuídas ou tensões em corpos deformáveis, como discutido abaixo.

## Força resultante
Dado um sistema de forças aplicadas sobre um corpo K e formado por forças pontuais, momentos pontuais, forças distribuidas linearmente e tensões (forças por unidade de área) e forças de volume, a força resultante das mesmas se escrive como:
{\displaystyle \mathbf {F} _{R}=\sum _{i}\mathbf {F} _{i}+\sum _{j}\int _{C_{j}}\mathbf {q} _{j}\ dL_{j}+\int _{\partial K}\mathbf {T} (\mathbf {n} )\ dA+\int _{K}\mathbf {b} \ dV}
Onde:
{\displaystyle \mathbf {F} _{i},\mathbf {q} _{j},\mathbf {b} } são as forças pontuais, as forças distribuidas linearmente e as forças por unidade de volume.
{\displaystyle dL_{j}} é o elemento de linha sobre a curva {\displaystyle C_{j}\,} contida na superfície {\displaystyle \partial K} do corpo; e {\displaystyle dA,dV\,} são respectivamente o elemento de área sobre a superfície do corpo e o elemento de volume.
{\displaystyle \mathbf {T} } é o tensor tensão sobre a superfície {\displaystyle \partial K} do corpo.
{\displaystyle \mathbf {n} } é o vetor normal à superfície do corpo.
Alguns autores definem a resultante de um sistema de forças como aquela única força (se existe) que "exerce o mesmo efeito" que todas as do sistema. Ainda que isto requeira encontrar um ponto de passagem desta força resultante, o que em geral constitui uma parte um tanto mais difícil de calcular (em duas dimensões uma possível maneira de resolvê-lo é usar o polígono funicular de forças).
Devemos esclarecer que podemos entender por "exercer o mesmo efeito", por exemplo, que o movimento do corpo seja o mesmo a partir das mesmas condições iniciais. Ou também, produzir o mesmo efeito pode ser que em ambos os casos se alcance o equilíbrio com a mesma agregação de outras forças.
Essas duas definições não são sempre equivalentes. Um par de forças de torque idênticas e de sinal contrário aplicadas em pontos diferentes, por exemplo, teria uma resultante nula de acordo com a primeira definição (e um momento resultante diferente de zero); mas sim um torque carece de resultante de acordo com a segunda definição, porque não existe uma única força que produza o mesmo efeito que as duas do par.

## Momento resultante
Dado um corpo K e um conjunto de forças, momentos e forças por unidade de comprimento, área e volume o momento resultante em relação a um ponto O de todas elas é:

{\displaystyle \mathbf {M} _{R}^{(O)}=\sum _{i}\mathbf {r} _{O,i}\times \mathbf {F} _{i}+\sum _{i'}\mathbf {M} _{i'}+\sum _{j}\int _{C_{j}}\mathbf {r} _{O}(L)\times \mathbf {q} _{j}dL_{j}+\int _{\partial K}\mathbf {r} _{O}(\mathbf {r} )\times \mathbf {T} (\mathbf {n} )\ dA+\int _{K}\mathbf {r} _{O}(\mathbf {r} )\times \mathbf {b} \ dV}
Onde além das grandezas introduzidas para calcular a força resultante, se introduziu 
{\displaystyle \mathbf {M} _{i'},} que são os momentos pontuais aplicados, e os vetores posição {\displaystyle \mathbf {r} _{O,i},\mathbf {r} _{O}(L),\mathbf {r} _{O}(\mathbf {r} )} das cargas aplicadas em relação ao ponto O.

## Forças nodais equivalentes
Dada uma estrutura de barras elásticas, como as comumente consideradas no método matricial, as forças nodais equivalentes são um sistema de forças (formado por forças e momentos pontuis) estaticamente equivalente às forças reais aplicadas sobre a estrutura que permite calcular os deslocamentos e deformações de tal estrutura.

## Teorema de equivalência estática das reações
Um resultado importante que relaciona as forças atuantes sobre um sólido ou estrutura resistente com as reações que impedem que este tenha movimentos compatíveis com um sólido rígido é o seguinte:
Dado um sistema resistente E em equilíbrio sobre o qual atuam um conjunto de forças {\displaystyle {\hat {F}}=\{F_{1},F_{2}...,F_{n}\}} e para o qual existem m uniões ou enlaces que impedem seu movimento de sólido rígido exercendo forças de reação {\displaystyle \{R_{1},R_{2},...,R_{n}\}\;}, resulta que o conjunto de forças {\displaystyle {\hat {F}}} é estaticamente equivalente ao conjunto de reações altyeradas em sinal {\displaystyle {\hat {R}}=\{-R_{1},-R_{2},...,-R_{n}\}}, ou seja, que:{\displaystyle \{-R_{1},-R_{2},...,-R_{n}\}{\mathcal {R}}_{estatic}\{F_{1},F_{2}...,F_{n}\}}
A demonstração deste teorema resulta trivial e se origina das equações de equilíbrio, já que a soma de forças e reações para que um corpo esteja em equilíbrio requerem que a força resultante seja zero e o momento resultante também, passadas as reações a um membro e as forças ao outro, resulta que as somas de forças é igual à soma de reações alteradas em sinal, etc.

## Aplicação em cálculos de estruturas
Em cálculo de lajes utiliza-se a equivalência estática entre o momento torsor e as forças de corte. Esta equivalência é aplicada no tratamento das condições de fronteira das bordas livres, quando verifica-se haver uma determinada relação entre as condições de serem nulos o momento torsor e o esforço transversal nessas bordas.
A estrutura de uma edificação submetida à ações horizontais e verticais simultâneas apresenta acréscimos chamados de segunda ordem nos esforços tanto maiores quanto mais elevados os seus deslocamentos. Normalmente, a avaliação do acréscimo de esforços devido à consideração destas ações de segunda ordem é feita de forma iterativa. Em tais procedimentos de cálculo empregam-se processos rigorosos que incorporam a consideração da não linearidade geométrica. Alternativamente, por questões práticas, são utilizados métodos simplificados, como processos que permitem a atualização das configurações de equilíbrio com procedimento iterativo simples. Dentre estes processos, destaca-se o processo P-Δ, que inclui o cálculo de binários de forças adicionais ao longo da altura da edificação pela sua equivalência estática aos momentos provenientes das ações verticais atuando nos deslocamentos horizontais, que são sucessivamente atualizados o surgimento de uma solução convergente.